# محمد نجیب
محمد نجیب (۱۹ فوریه ۱۹۰۱ - ۲۸ اوت ۱۹۸۴) نظامی و سیاستمدار مصری و نخستین رئیس‌جمهور مصر پس از انقلاب ۱۹۵۲ مصر و الغای نظام پادشاهی در ۱۹۵۳ بود. او مدتی بعد با جمال عبدالناصر اختلاف پیدا کرد و  در سال ۱۹۵۴ مجبور به استعفا و کناره گیری از سیاست شد.

## نگارخانه

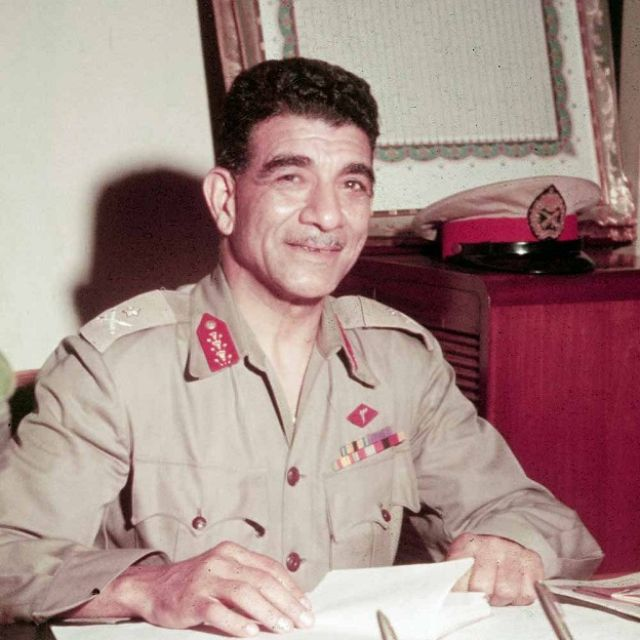
محمد نجیب در دفترش، ۱۹۵۳
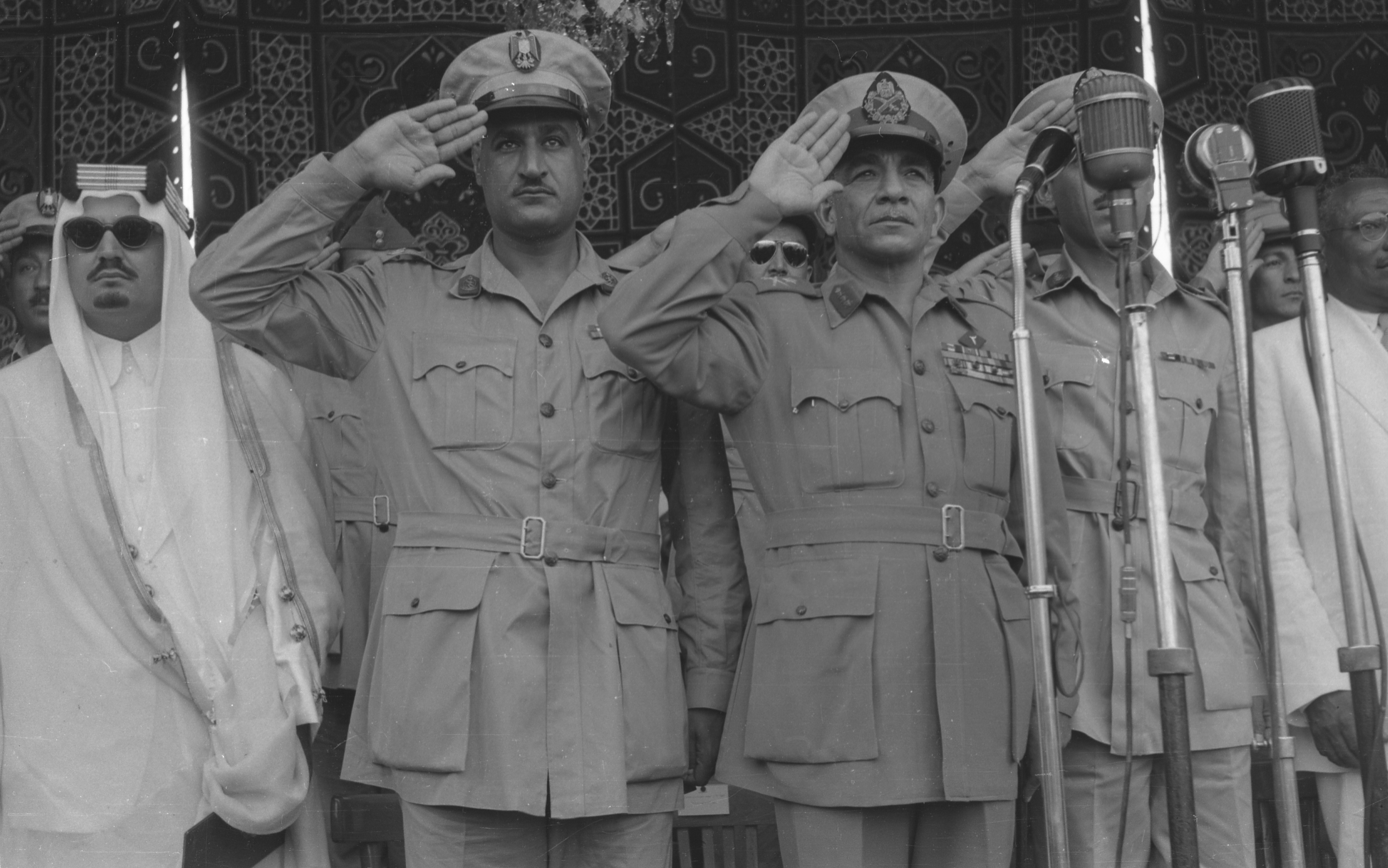
محمد نجیب به همراه جمال عبدالناصر در مراسم افتتاح کانال سوئز
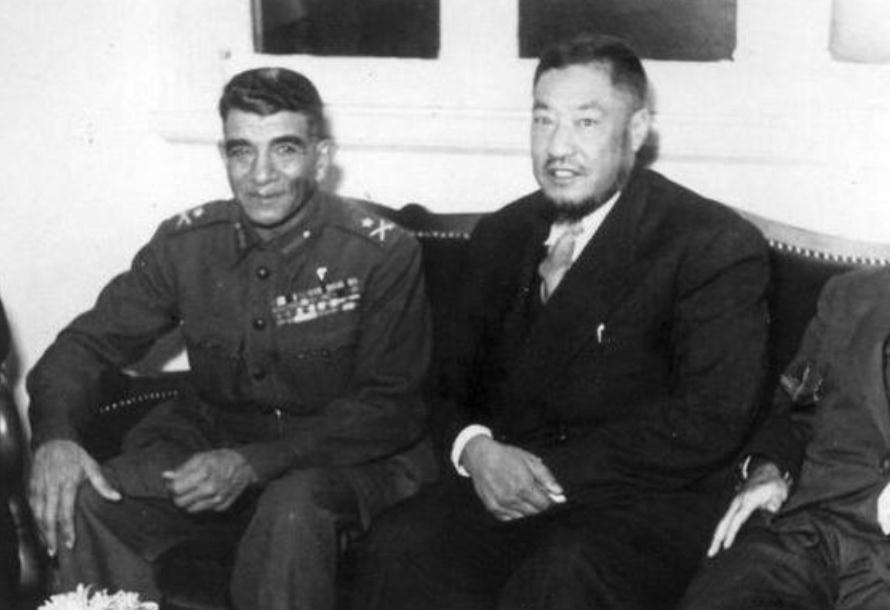
رئیس‌جمهور محمد نجیب با ژنرال ارتش انقلابی ملی مسلمان چینی ژنرال  کومینتانگ ما بوفانگ
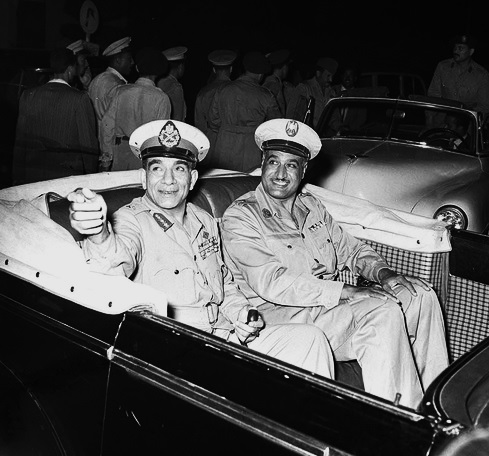
نجیب (چپ) و جمال عبدالناصر (راست) در هنگام جشن برای دومین سالگرد انقلاب ، ژوئیه ۱۹۵۴
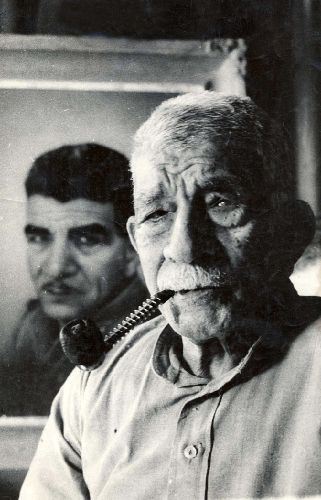
نجیب، در مقابل تصویر خود، در آخرین روزهای زندگی